# Apsilochorema annandalei
Apsilochorema annandalei är en nattsländeart som beskrevs av Martynov 1935. Apsilochorema annandalei ingår i släktet Apsilochorema och familjen Hydrobiosidae. Inga underarter finns listade i Catalogue of Life.